# Snihurivka
Snihurivka (em ucraniano:  Снігурівка) é uma cidade da Ucrânia, situada no Oblast de Mykolaiv. Tem 7,58 km² de área e sua população em 2020 foi estimada em 12.432 habitantes.